# 2020年大西洋飓风季
2020年大西洋颶風季為有史以來最活躍也是打破了2005年命名風暴數量的大西洋颶風季。該風季共有三十一場熱帶或亞熱帶氣旋，其中有三十場成為命名風暴。十四场發展為颶風，創紀錄的七場進一步增強為大型颶風。该風季為第二次也是最後一次使用希臘字母命名風暴系統的風季，初次是在2005年使用。 在三十場被命名的風暴當中，共有十一場在美國本土登陸，打破了1916年大西洋飓風季創下的九场記錄。本季共有27場熱帶風暴創下風暴次數最早形成日期的新紀錄。本季還出現了創紀錄的十場熱帶氣旋，這些氣旋經歷了快速增強，與1995年大西洋飓風季持平。這一前所未有的活動是由2020年夏季形成的拉尼娜現象所推動。儘管活動創歷史新高，但這也是自2015年以來第一個沒有形成五級颶風的風季。尽管如此，它也成為了自2016年以来活動高於平均水平的風季。
該風季於6月1日正式開始，並於11月30日正式結束。然而，熱帶氣旋發生在一年中的任何時間都是可能的，正如分別在5月16日和27日的熱帶風暴亞瑟（Arthur）和伯莎（Bertha）的早期形成所證明的例子。這標誌著風季系統連續六年創下此紀錄。第一場颶風漢娜（Hanna）於7月25日在德克薩斯州登陸。颶風伊薩亞斯（Isaias）於7月31日形成，並於8月初在巴哈馬和北卡羅來納州登陸，均為一級颶風；伊薩亞斯總共造成了48億美元的損失。8月下旬，飓風勞拉（Laura）以四級颶風的形式登陸路易斯安那州，成為有記錄以來在該州登陸的最強熱帶氣旋，與1856年的最後島嶼颶風持平。勞拉造成至少190億美元的損失和77人死亡。九月是大西洋有記錄以來最活躍的月份，有十場命名風暴。緩慢移動的颶風莎莉（Sally）影響了美國墨西哥灣沿岸，造成嚴重的洪水。希臘字母僅第二次使用，從9月17日開始，亞熱帶風暴阿爾法（Alpha）於次日登陸葡萄牙。
颶風澤塔（Zeta）於10月28日襲擊了路易斯安那州，成為本季第四個登陸該州的命名風暴，追平了2002年創下的紀錄。澤塔還在日曆年晚些時候襲擊了美國，然後是有記錄以來的任何大型颶風。在十月的最後一天， 颶風伊塔（Eta）於11月3日形成並以四級強度在尼加拉瓜登陸。埃塔最終導致至少175人死亡，並造成83億美元的損失。然後在在11月10日，熱帶風暴塞塔（Theta）成為創紀錄的本季第二十九場命名風暴，三天后，颶風艾奥塔（Iota）在加勒比地區形成。 艾奥塔迅速增強為高端的四級颶風，這也使2020年成為唯一在11月里诞生兩場大型颶風的風季。艾奥塔最終在伊塔幾週前登陸的尼加拉瓜同一地區登陸，並造成了災難性的破壞。總體而言，2020年大西洋颶風季的熱帶氣旋總共造成至少417人死亡和超過510億美元的損失。創下了經濟損失總額排名為六的記錄。
所有預測機構都預測活動高於平均水平，一些遠高於平均水平，理由是預期低風切變、異常溫暖的海面溫度以及中性的厄爾尼諾-南方濤動或拉尼娜現象。然而，每個預測，即使是在本賽季發布的預測，都低估了實際的活動量。2020年初，美國官員表示擔心颶風季節可能會加劇2019冠状病毒病對沿海居民的影響，因為社交距離和居家令等安全協議可能會失效。

## 已被國際命名的熱帶氣旋

### 熱帶風暴亞瑟（Arthur）
5月15日，一個低壓在巴哈馬以北生成，美國海軍研究實驗室給予擾動編號90L。
5月17日凌晨，國家颶風中心將其升格為熱帶低氣壓，給予熱帶氣旋編號01L。上午，國家颶風中心將其升格為熱帶風暴，命名為亞瑟（Arthur）。
5月19日晚間，國家颶風中心認為亞瑟（Arthur）已轉化為溫帶氣旋。

### 熱帶風暴伯莎（Bertha）
5月27日凌晨，一個低壓在佛羅里達州東北方生成，美國海軍研究實驗室給予擾動編號91L。晚間8時，國家颶風中心直接將其升格為熱帶風暴，給予熱帶氣旋編號02L，並命名為伯莎（Bertha）(因為浮標實測達到命名標準才升格)。
5月28日凌晨，國家颶風中心將其降格為熱帶低氣壓。下午2時，國家颶風中心判定其已轉化為溫帶氣旋。

### 熱帶風暴克里斯托巴爾（Cristobal）
6月1日，東北太平洋的熱帶風暴阿曼達（Amanda）的殘留雲系進入北大西洋發展，美國海軍研究實驗室重新給予擾動編號93L。
6月2日凌晨，國家颶風中心將其升格為熱帶低氣壓，給予熱帶氣旋編號03L。
6月3日凌晨，國家颶風中心將其升格為熱帶風暴，並命名為克里斯托巴爾（Cristobal）。
6月4日晚間，國家颶風中心將其降格為熱帶低氣壓。
6月6日凌晨，國家颶風中心將其再度升格為熱帶風暴。
6月8日晚間，國家颶風中心將其再度降格為熱帶低氣壓。
6月10日上午，國家颶風中心將其降格為低氣壓。

### 熱帶風暴多莉（Dolly）
6月21日凌晨，一個低氣壓在百慕達以北方生成，美國海軍研究實驗室給予擾動編號95L。
6月23日凌晨，國家颶風中心將其升格為副熱帶低氣壓，給予熱帶氣旋編號04L。
6月24日凌晨0時，國家颶風中心判定04L已轉化為熱帶風暴，並命名為多莉（Dolly）。下午，國家颶風中心判定其已轉化為溫帶氣旋。

### 熱帶風暴愛德華（Edouard）
7月4日上午，一個低氣壓在百慕達以西南方生成，美國海軍研究實驗室給予擾動編號97L。晚間，國家颶風中心將其升格為熱帶低氣壓，給予熱帶氣旋編號05L。
7月6日上午，國家颶風中心將其升格為熱帶風暴，並命名為愛德華（Edouard）。
7月7日凌晨，國家颶風中心判定其已轉化為溫帶氣旋。

### 熱帶風暴費伊（Fay）
7月6日凌晨，一個低氣壓在墨西哥灣北部生成，美國海軍研究實驗室給予擾動編號98L。
7月10日上午，國家颶風中心將其升格為熱帶風暴，並命名為費伊（Fay）。
7月11日中午，國家颶風中心判定其已轉化為溫帶氣旋。

### 熱帶風暴貢薩洛（Gonzalo）
7月20日晚間，一個低氣壓在佛得角群島以西南偏西方生成，美國海軍研究實驗室給予擾動編號99L。
7月22日上午，國家颶風中心將其升格為熱帶低氣壓，給予熱帶氣旋編號07L，傍晚，系統發展出雲捲風眼。晚間8時，國家颶風中心將其升格為熱帶風暴，並命名為貢薩洛（Gonzalo）。
7月26日凌晨2時，國家颶風中心將其降格為熱帶低氣壓。

### 颶風漢娜（Hanna）
7月22日，一個低壓在墨西哥灣生成，美國海軍研究實驗室給予擾動編號91L。
7月23日上午，國家颶風中心將其升格為熱帶低氣壓，給予熱帶氣旋編號08L。
7月24日上午11時，國家颶風中心將其升格為熱帶風暴，並命名為漢娜（Hanna）。
7月25日，漢娜（Hanna）發展出雲捲風眼，顯示其強度正在快速增強。晚間8時，國家颶風中心將其升格為一級颶風。
7月26日上午6時，國家颶風中心表示「漢娜」在德克薩斯州帕德雷島沿海登陸，然後在一個小時十五分鐘後第二次登陸德克薩斯州凱內迪郡東部。下午2時，國家颶風中心將其降格為熱帶風暴。
7月27日上午5時，國家颶風中心將其降格為熱帶低氣壓。

### 颶風伊薩亞斯（Isaias）
7月24日，一個低壓在佛得角群島以南形成，美國海軍研究實驗室給予擾動編號92L。
7月27日下午3時，國家颶風中心對其發布熱帶氣旋形成警報。
7月28日晚間11時，國家颶風中心判定其為一潛在熱帶氣旋，並給予熱帶氣旋編號09L。
7月30日上午10時，國家颶風中心將其升格為熱帶風暴，並命名為伊薩亞斯（Isaias）。
7月31日上午11時，國家颶風中心將其升格為一級颶風。
8月2日凌晨，國家颶風中心將其降格為熱帶風暴。 
8月4日凌晨，國家颶風中心將其再度升格為一級颶風。下午，國家颶風中心表示「伊薩亞斯」在北卡羅來納州大洋島海灘附近登陸，過了不久國家颶風中心將其再度降格為熱帶風暴。
8月5日上午11時，國家颶風中心判定其已轉化為溫帶氣旋。

#### 事後調整
國家颶風中心在2021年4月14日的報告中，將伊薩亞斯（Isaias）的巔峰風速上調至80節。

### 熱帶風暴約瑟芬（Josephine）
8月9日晚間，一個低氣壓在佛得角群島西南方生成，美國海軍研究實驗室給予擾動編號95L。
8月12日凌晨，國家颶風中心將其升格為熱帶低氣壓，給予熱帶氣旋編號11L。
8月13日晚間11時，國家颶風中心將其升格為熱帶風暴，並命名為約瑟芬（Josephine）。
8月16日晚間8時，國家颶風中心將其降格為熱帶低氣壓。
8月17日凌晨2時，國家颶風中心將其降格為低氣壓。

### 熱帶風暴凱爾（Kyle）
8月14日下午2時，美國海軍研究實驗室將弗吉尼亞州東北東方海面的一個低壓定為一熱帶擾動，給予臨時編號96L。
8月15日凌晨2時，國家颶風中心將其升格為熱帶風暴，給予正式編號12L，並命名為凱爾（Kyle）。
8月16日，國家颶風中心判定其已轉化為溫帶氣旋。

### 颶風勞拉（Laura）
8月18日凌晨2時，一個低氣壓在佛得角群島西南方生成，美國海軍研究實驗室給予擾動編號98L。
8月20日上午11時，國家颶風中心將其升格為熱帶低氣壓，給予熱帶氣旋編號13L。
8月21日晚間9時，國家颶風中心將其升格為熱帶風暴，並命名為勞拉（Laura）。
8月25日下午8時15分，國家颶風中心將其升格為一級颶風。
8月26日下午2時，國家颶風中心將其升格為二級颶風。下午8時，國家颶風中心將其升格為三級颶風。
8月27日凌晨2時，國家颶風中心將其升格為四級颶風。下午2時，國家颶風中心表示勞拉在卡梅倫附近登陸。下午5時，國家颶風中心將其降格為三級颶風。晚間8時，國家颶風中心將其降格為二級颶風。晚間11時，國家颶風中心將其降格為一級颶風。
8月28日凌晨2時，國家颶風中心將其降格為熱帶風暴。上午11時，國家颶風中心將其降格為熱帶低氣壓。
8月29日下午5時，國家颶風中心將其降格為低氣壓。

### 颶風馬可（Marco）
8月17日凌晨4時，一個低氣壓在加勒比海中部生成，美國海軍研究實驗室給予擾動編號97L。
8月20日晚間11時，國家颶風中心將其升格為熱帶低氣壓，給予熱帶氣旋編號14L。
8月22日上午11時，國家颶風中心將其升格為熱帶風暴，並命名為馬可（Marco）。
8月24日晚間12時半，國家颶風中心將其升格為一級颶風。上午11時，國家颶風中心將其降格為熱帶風暴。
8月25日上午7時，國家颶風中心表示馬可在密西西比河口附近登陸。上午11時，國家颶風中心將其降格為熱帶低氣壓。

#### 事後調整
國家颶風中心在2021年4月1日的報告中，認為馬可（Marco）並沒有在密西西比河口登陸。

### 颶風娜娜（Nana）
8月30日，一個低壓在小安的列斯群島以西形成，美國海軍研究實驗室給予擾動編號99L。
9月1日晚間11時，國家颶風中心判定其為一潛在熱帶氣旋，並給予熱帶氣旋編號16L。
9月2日凌晨1時，國家颶風中心將其升格為熱帶風暴，並命名為娜娜（Nana）。
9月3日上午11時，國家颶風中心將其升格為一級颶風。下午2時，國家颶風中心表示娜娜在伯利茲丹格里加與普拉森西亞之間的海岸登陸。下午5時，國家颶風中心將其降格為熱帶風暴。
9月4日凌晨5時，國家颶風中心將其降格為熱帶低氣壓。上午11時，國家颶風中心表示娜娜在瓜地馬拉和墨西哥邊境附近消散。其殘餘雲系最後於東北太平洋發展成第十號熱帶風暴胡里奧（Julio）。

### 熱帶風暴奧馬爾（Omar）
8月31日上午7時，一道鋒面系統逐漸轉暖在佛羅里達州傑克遜維爾以東生成，美國海軍研究實驗室給予擾動編號90L。
9月1日上午7時，國家颶風中心將其升格為熱帶低氣壓，給予熱帶氣旋編號15L。
9月2日凌晨5時，國家颶風中心將其升格為熱帶風暴，並命名為奧馬爾（Omar）。
9月3日凌晨5時，國家颶風中心將其降格為熱帶低氣壓。
9月6日凌晨5時，國家颶風中心將其降格為低氣壓。

### 颶風保萊特（Paulette）
9月5日凌晨1時，一個低氣壓在佛得角群島以西生成，美國海軍研究實驗室給予擾動編號92L。
9月7日上午11時，國家颶風中心將其升格為熱帶低氣壓，給予熱帶氣旋編號17L。晚間10時，國家颶風中心將其升格為熱帶風暴，並命名為保萊特（Paulette）。
9月13日上午10時，國家颶風中心將其升格為一級颶風。
9月14日晚間8時，國家颶風中心將其升格為二級颶風。
9月16日晚間11時，國家颶風中心判定其已轉化為溫帶氣旋。
9月22日上午11時，國家颶風中心判定其已轉化為熱帶風暴。
9月23日上午11時，國家颶風中心判定其已轉化為後熱帶氣旋。

### 熱帶風暴雷內（Rene）
9月6日晚間8時，一個低氣壓在西非海岸附近生成，美國海軍研究實驗室給予擾動編號93L。
9月7日下午5時，國家颶風中心將其升格為熱帶低氣壓，給予熱帶氣旋編號18L。
9月8日凌晨4時，國家颶風中心將其升格為熱帶風暴，並命名為雷內（Rene）。
9月9日上午11時，國家颶風中心將其降格為熱帶低氣壓。晚間11時，國家颶風中心將其再度升格為熱帶風暴。
9月12日晚間11時，國家颶風中心將其再度降格為熱帶低氣壓。
9月15日凌晨5時，國家颶風中心將其降格為低氣壓。

### 颶風莎莉（Sally）
9月11日下午1時，一個低壓槽位於中北部墨西哥灣，美國海軍研究實驗室給予擾動編號96L。
9月12日上午6時，國家颶風中心將其升格為熱帶低氣壓，給予熱帶氣旋編號19L。
9月13日凌晨2時，國家颶風中心將其升格為熱帶風暴，並命名為莎莉（Sally）。
9月15日凌晨12時30分，國家颶風中心將其升格為一級颶風。凌晨5時，國家颶風中心將其升格為二級颶風。下午2時，國家颶風中心將其降格為一級颶風。
9月16日下午1時，國家颶風中心將其再度升格為二級颶風。下午6時，國家颶風中心表示「莎莉」大約於下午5時45分在阿拉巴馬州格爾夫海岸附近登陸。晚間9時，國家颶風中心將其再度降格為一級颶風。
9月17日凌晨2時，國家颶風中心將其降格為熱帶風暴。上午11時，國家颶風中心將其降格為熱帶低氣壓。晚間11時，國家颶風中心判定其已轉化為後熱帶氣旋。

#### 事後調整
美國國家颶風中心在2021年4月14日的報告中，將莎莉（Sally）的巔峰風速上調至95節。

### 颶風泰迪（Teddy）
9月11日上午7時，一個低氣壓在佛得角群島東南生成，美國海軍研究實驗室給予擾動編號95L。
9月13日凌晨3時，國家颶風中心將其升格為熱帶低氣壓，給予熱帶氣旋編號20L。
9月14日下午5時，國家颶風中心將其升格為熱帶風暴，並命名為泰迪（Teddy）。這使得“熱帶風暴泰迪”成為最早第19個被命名風暴，打破2005年10月4日未命名的亞熱帶風暴的紀錄。
9月16日下午2時10分，國家颶風中心將其升格為一級颶風。下午5時，國家颶風中心將其升格為二級颶風。
9月17日上午11時，國家颶風中心將其降格為一級颶風。下午5時，國家颶風中心將其再度升格為二級颶風。晚上11時，國家颶風中心將其升格為三級颶風。
9月18日凌晨5時，國家颶風中心將其升格為四級颶風。
9月19日凌晨5時，國家颶風中心將其降格為三級颶風。上午11時，國家颶風中心將其再度升格為四級颶風。下午5時，國家颶風中心將其再度降格為三級颶風。
9月20日下午8時，國家颶風中心將其降格為二級颶風。
9月21日晚間11時，國家颶風中心將其再度降格為一級颶風。
9月22日上午11時，國家颶風中心將其再度升格為二級颶風。
9月23日上午5時，國家颶風中心將其再度降格為一級颶風。上午8時，國家颶風中心判定其已轉化為後熱帶氣旋。晚間11時，後熱帶氣旋泰迪加拿大新斯科舍省Ecum Secum附近登陸。

### 熱帶風暴維琪（Vicky）
9月12日晚間8時，一個低氣壓在佛得角群島附近生成，美國海軍研究實驗室給予擾動編號97L。
9月14日下午6時，國家颶風中心將其升格為熱帶低氣壓，給予熱帶氣旋編號21L。晚間10時45分，國家颶風中心將其升格為熱帶風暴，並命名為維琪（Vicky）。
9月18日凌晨5時，國家颶風中心將其降格為低氣壓。

### 熱帶風暴威爾弗雷德（Wilfred）
9月15日上午11時，一個低氣壓在遠東熱帶大西洋上空形成，美國海軍研究實驗室給予擾動編號98L。
9月18日晚間10時37分，國家颶風中心直接將其升格為熱帶風暴，給予熱帶氣旋編號23L，並命名為威爾弗雷德（Wilfred）。
9月20日晚間11時56分，國家颶風中心將其降格為熱帶低氣壓。
9月21日上午11時，國家颶風中心將其降格為低氣壓。

### 副熱帶風暴阿爾法（Alpha）
9月15日下午1時，一個低氣壓在非熱帶區域位於遠處東北大西洋，距東北方幾百英里亞速爾群島生成，美國海軍研究實驗室給予擾動編號99L。
9月19日凌晨12時30分，國家颶風中心將其升格為副熱帶風暴，給予熱帶氣旋編號24L，並命名為阿爾法（Alpha），成為有紀錄以來形成位置最東的大西洋熱帶氣旋或副熱帶氣旋，其形成的位置位於西經9.3°。其後國家颶風中心表示阿爾法大約於凌晨2時30分在葡萄牙登陸，成為有紀錄以來首個在葡萄牙本土登陸的熱帶氣旋或副熱帶氣旋。9月19日上午11時，國家颶風中心將位於維塞烏區的阿爾法降格為低氣壓。

### 熱帶風暴貝塔（Beta）
9月16日晚間6時，一個低氣壓在墨西哥灣西南方生成，美國海軍研究實驗室給予擾動編號90L。
9月18日凌晨5時，國家颶風中心將其升格為熱帶低氣壓，給予熱帶氣旋編號22L。
9月19日上午5時，國家颶風中心將其升格為熱帶風暴，並命名為貝塔（Beta）。
9月22日中午12時，國家颶風中心表示貝塔大約於上午11時在德克薩斯州馬塔戈達半島南端附近登陸。晚間11時，國家颶風中心將其降格為熱帶性低氣壓。
9月23日上午11時，國家颶風中心判定其已轉化為後熱帶氣旋。

#### 事後調整
美國國家颶風中心在2021年4月14日的報告中，將貝塔（Beta）的巔峰風速上調至55節。

### 颶風伽瑪（Gamma）
10月1日晚間8時，一個低氣壓在加勒比海中西部生成，美國海軍研究實驗室給予擾動編號91L。
10月2日晚間11時，國家颶風中心將其升格為熱帶低氣壓，給予熱帶氣旋編號25L。
10月3日上午8時，國家颶風中心將其升格為熱帶風暴，並命名為伽瑪（Gamma）。
10月4日凌晨1時，國家颶風中心表示熱帶風暴伽瑪大約於凌晨12時45分在墨西哥圖盧姆附近的尤卡坦半島東北部登陸。
10月6日上午5時，國家颶風中心將其降格為熱帶低氣壓。上午11時，國家颶風中心判定其已轉化為後熱帶氣旋。

#### 事後調整
美國國家颶風中心在2021年4月21日的報告中，將伽瑪（Gamma）的巔峰風速上調至65節，並將氣壓下調至978毫巴。

### 颶風德爾塔（Delta）
10月3日晚間11時，一個低氣壓在加勒比海東部生成，美國海軍研究實驗室給予擾動編號92L。
10月5日清晨5時，國家颶風中心判定其為一潛在熱帶氣旋，並給予熱帶氣旋編號26L。上午11時，國家颶風中心將其升格為熱帶低氣壓。晚間7時，國家颶風中心將其升格為熱帶風暴，並命名為德爾塔（Delta）。
10月6日上午7時，國家颶風中心將其升格為一級颶風。之后，德尔塔受惠于温暖的海水与低风切变开始急剧增强。当日15:20UTC，一飓风猎人侦察机飞入德尔塔，侦测到210km/h(130mph)的风速——这标志着德尔塔已经是个四级飓风了。在达到风速145mph，气压954毫巴的第一次巅峰后，风切变扰动它的小核心。这直接导致德尔塔强度快速回落。10月7日下午2時，國家颶風中心將其降格為三級颶風。晚間6時45分，國家颶風中心將其降格為二級颶風，並表示德爾塔大約於晚間6時30分在墨西哥莫雷洛斯港附近的尤卡坦半島東北部登陸。
等到德尔塔移入墨西哥湾时，它已经衰弱成一个一級颶風。之后，德尔塔开始重新组织，强度二次增强。10月8日下午2時，國家颶風中心將其再度升格為二級颶風。
10月9日上午9時，國家颶風中心將其再度升格為三級颶風；德尔塔达到第二次巅峰——风速120mph(195km/h),气压953毫巴。之后，德尔塔先向北，再向东北移动；移入水温更低，空气更干燥，风切变更强烈的地方，又一次开始减弱。
10月10日凌晨2時，國家颶風中心將其再度降格為二級颶風。上午7時，國家颶風中心表示德爾塔大約於上午7時在路易斯安那州克里奧爾附近登陸，中心风力100mph(155km/h),气压970毫巴。7小时后，它就弱化成一个熱帶風暴。晚間11時，國家颶風中心將其降格為熱帶低氣壓。
10月11日上午5時，國家颶風中心判定其已轉化為後熱帶氣旋。

#### 事後調整
美國國家颶風中心在2021年4月6日的報告中，將德爾塔（Delta）的巔峰風速下調至120節。

### 颶風艾普塞朗（Epsilon）
10月16日晚上8時，一個低氣壓位於百慕達東南偏東方生成，美國海軍研究實驗室給予擾動編號94L。
10月19日晚上8時，國家颶風中心將其升格為熱帶低氣壓，給予熱帶氣旋編號27L。晚間11時，國家颶風中心將其升格為熱帶風暴，並命名為艾普塞朗（Epsilon）。
10月21日上午10時，國家颶風中心將其升格為一級颶風。
10月22日凌晨2時，國家颶風中心將其升格為二級颶風。上午5時，國家颶風中心將其升格為三級颶風。下午5時，國家颶風中心將其降格為二級颶風。
10月23日上午5時，國家颶風中心將其降格為一級颶風。
10月26日上午5時，國家颶風中心將其降格為熱帶風暴。上午11時，國家颶風中心判定其已轉化為後熱帶氣旋。

#### 事後調整
美國國家颶風中心在2021年4月9日的報告中，將艾普塞朗（Epsilon）的巔峰氣壓下調至952毫巴。

### 颶風澤塔（Zeta）
10月23日下午2時，位於加勒比海西部的寬闊低壓槽生成，美國海軍研究實驗室給予擾動編號95L。
10月25日上午5時，國家颶風中心將其升格為熱帶低氣壓，給予熱帶氣旋編號28L。下午2時，國家颶風中心將其升格為熱帶風暴，並命名為澤塔（Zeta）。
10月27日凌晨3時10分，國家颶風中心將其升格為一級颶風。下午12時10分，國家颶風中心表示澤塔大約於中午12時在墨西哥切穆伊耶城附近的尤卡坦半島東北部登陸。下午5時，國家颶風中心將其降格為熱帶風暴。
10月28日下午2時，國家颶風中心將其再度升格為一級颶風。
10月29日凌晨2時，國家颶風中心將其升格為二級颶風。上午5時，國家颶風中心表示澤塔的中心位於路易斯安那州的Terrebone灣地區，正在Cocodrie附近登陸。上午11時，國家颶風中心將其再度降格為一級颶風。下午2時，國家颶風中心將其降格為熱帶風暴。
10月30日上午5時，國家颶風中心判定其已轉化為後熱帶氣旋。

#### 事後調整
美國國家颶風中心在2021年5月12日的報告中，將澤塔（Zeta）的風速上調至100節。

### 颶風伊塔（Eta）
10月30日上午9時，一個低氣壓在安的列斯附近生成，美國海軍研究實驗室給予擾動編號96L。
11月1日上午5時，國家颶風中心將其升格為熱帶低氣壓，給予熱帶氣旋編號29L。上午11時，國家颶風中心將其升格為熱帶風暴，並命名為伊塔（Eta）。
11月2日下午5時，國家颶風中心將其升格為一級颶風。晚間9時，國家颶風中心將其升格為二級颶風。
11月3日凌晨2時，國家颶風中心將其升格為三級颶風。上午5時，國家颶風中心將其升格為四級颶風。
11月4日上午5時，國家颶風中心表示伊塔在尼加拉瓜卡貝薩斯港以南登陸。上午8時，國家颶風中心直接將其降格為二級颶風。下午2時，國家颶風中心將其降格為一級颶風。下午5時，國家颶風中心將其降格為熱帶風暴。
11月5日上午5時，國家颶風中心將其降格為熱帶低氣壓。
11月7日晚間11時，國家颶風中心將其再度升格為熱帶風暴。
11月8日下午5時，國家颶風中心表示伊塔在古巴中南部海岸登陸。
11月9日中午12時，國家颶風中心表示伊塔在佛羅里達礁島群下馬泰坎伯礁島登陸。
11月11日晚間9時，國家颶風中心將其再度升格為一級颶風。
11月12日上午5時，國家颶風中心將其再度降格為熱帶風暴。下午5時20分，國家颶風中心表示伊塔於下午5時在佛羅里達州錫達礁登陸。
11月13日下午5時，國家颶風中心判定其已轉化為溫帶氣旋。

#### 事後調整
美国国家飓风中心在2021年6月14日的报告中，将伊塔（Eta）的巅峰气压下调至922毫巴。

### 熱帶風暴塞塔（Theta）
11月9日凌晨2時，一個低氣壓在亞速爾群島西南方生成，美國海軍研究實驗室給予擾動編號97L。
11月10日上午11時，國家颶風中心將其升格為副熱帶風暴，給予熱帶氣旋編號30L，並命名為塞塔（Theta）。
11月11日上午5時，國家颶風中心判定其已轉化為熱帶風暴。
11月15日下午5時，國家颶風中心將其降格為熱帶低氣壓。晚間11時，國家颶風中心判定其已轉化為後熱帶氣旋。

#### 事後調整
美國國家颶風中心在2021年4月9日的報告中，將塞塔（Theta）的巔峰氣壓下調至987毫巴。

### 颶風艾奧塔（Iota）
11月10日晚間11時，一個低氣壓在加勒比海東部生成，美國海軍研究實驗室給予擾動編號98L。
11月13日晚間11時，國家颶風中心將其升格為熱帶低氣壓，給予熱帶氣旋編號31L。
11月14日上午5時，國家颶風中心將其升格為熱帶風暴，並命名為艾奧塔（Iota）。
艾奧塔是破紀錄的2020年的第30個風暴，打破了之前2005年28個風暴的記錄
11月15日下午2時，國家颶風中心將其升格為一級颶風。
11月16日上午8時，國家颶風中心將其升格為二級颶風。下午2時，國家颶風中心將其升格為三級颶風。下午3時，國家颶風中心將其升格為四級颶風。晚間10時，國家颶風中心將其升格為五級颶風。
11月17日上午11時，國家颶風中心將其降格為四級颶風。上午11時45分，國家颶風中心表示約塔於上午11時40分在尼加拉瓜卡貝薩斯港以南約45公里的Town of Haulover登陸。下午5時，國家颶風中心將其直接降格為二級颶風。晚間8時，國家颶風中心將其直接降格為一級颶風。
11月18日凌晨2時，國家颶風中心將其降格為熱帶風暴。下午5時，國家颶風中心將其降格為熱帶低氣壓。晚間11時，國家颶風中心判定其已轉化為殘留低氣壓。

#### 事後調整
美國國家颶風中心在2021年5月19日的報告中，將艾奧塔（Iota）的風速下調至135節，壟斷連續五年都有五級颶風的紀錄。

## 未被國際命名的熱帶氣旋

### 熱帶低氣壓10L
7月30日晚間，一個低氣壓在佛得角群島以東生成，美國海軍研究實驗室給予擾動編號93L。
8月1日凌晨，國家颶風中心將其升格為熱帶低氣壓，給予熱帶氣旋編號10L。
8月2日上午，國家颶風中心將其降格為低氣壓。

## 風暴名稱
下面的名字將被用於2020年在北大西洋形成而又被命名的風暴。若本風季超過21個命名風暴，將額外由希臘字母中提取名稱。如果有退役名稱的話，將由世界氣象組織在2021年春天宣布。在這個名單中未退役的名字將在2026年的風季中再次使用。這是與2014年風季使用的名單大致相同。本年未用名稱以灰色表示，黑體字表示今年已經使用過，粗體名稱表示該風暴活躍中，橙色表示下一個即將使用的熱帶氣旋名稱。
在本風季中，伊薩亞斯（Isaias）和保萊特（Paulette）為第一次使用，分別取代2008年大西洋颶風季中被除名的艾克（Ike）和帕洛瑪（Paloma），而這兩個名稱並未在2014年大西洋颶風季中使用。本名單目前已經使用到颶風艾奧塔（Iota），這也是2005年來第一次使用到希臘語的名稱，艾奧塔為第一次使用，此前沒有熱帶氣旋的名稱使用到此字母。
2021年3月17日，世界氣象組織颶風委員會決定將勞拉（Laura）、伊塔（Eta）及約塔（Iota）3個名稱除名，其中勞拉（Laura）在2026年大西洋颶風季中以Leah取代。由於世界氣象組織規定希臘字母不能除名，以免影響字母表的完整，再加上使用希臘字母名稱造成溝通混亂，故委員會同時決定以後不會再使用希臘字母的名稱。由2021年風季起，若超過21個命名風暴，將從全新的後備名單中提取名稱，而後備名單同樣由21個英文字母開頭的名字組成。故本風季成為最後使用希臘字母作名稱的風季。
| - Arthur - Bertha - Cristobal - Dolly - Edouard - Fay - Gonzalo | - Hanna - Isaias - Josephine - Kyle - Laura - Marco - Nana | - Omar - Paulette - Rene - Sally - Teddy - Vicky - Wilfred |

希臘語名稱

| - Alpha - Beta - Gamma - Delta - Epsilon - Zeta - Eta - Theta | - Iota - Kappa（未用） - Lambda（未用） - Mu（未用） - Nu（未用） - Xi（未用） - Omicron（未用） - Pi（未用） | - Rho（未用） - Sigma（未用） - Tau（未用） - Upsilon（未用） - Phi（未用） - Chi（未用） - Psi（未用） - Omega（未用） |

## 颶風季影響
以下圖表顯示了2020年大西洋颶風季的所有熱帶氣旋以及它們的登陸資料(如有)。在括號內的死亡人數屬於非直接，但仍與風暴有關的死亡。所有破壞及死亡數字都包括風暴在擾動及溫帶氣旋階段時的資料。
ACE的計算公式：{\displaystyle \sum _{}^{}{\frac {{v_{\mathrm {max} }}^{2}}{10^{4}}},}，單位為{\displaystyle 10^{4}kt^{2}}。
| 萨菲尔-辛普森飓风风力等级 |    |    |    |    |    |    |
| TD                        | TS | C1 | C2 | C3 | C4 | C5 |

| 亞瑟         | 5月17日－5月19日  | 热带风暴   | 60 (95)  | 991  | 佛羅里達州、巴哈馬、北卡羅萊納州、百慕達 | $11.2萬    | 無   | [ 5 ]                                                                               |
| 伯莎         | 5月27日－5月28日  | 热带风暴   | 50 (85)  | 1004 | 佛羅里達州、巴哈馬、南卡羅萊納州、北卡羅萊納州、維吉尼亞州、西維吉尼亞州、賓夕法尼亞州 | $13.3萬    | 1    | [ 6 ]                                                                               |
| 克里斯托巴爾 | 6月2日-6月10日    | 热带风暴   | 60 (95)  | 992  | 塔巴斯科州、坎佩切州、恰帕斯州、路易斯安那州 | $6.75億    | 15   | [ 7 ] [ 8 ] [ 9 ] [ 10 ] [ 11 ]                                                     |
| 多莉         | 6月23日-6月24日   | 热带风暴   | 45(75)   | 1002 | 無 | 無         | 無   |                                                                                     |
| 愛德華       | 7月4日-7月7日     | 热带风暴   | 45(75)   | 1005 | 百慕達 | 無         | 無   |                                                                                     |
| 費伊         | 7月10日-7月11日   | 热带风暴   | 60(95)   | 999  | 南卡羅萊納州、北卡羅萊納州、紐約 | $4億       | 6    | [ 12 ] [ 13 ] [ 14 ] [ 15 ]                                                         |
| 貢薩洛       | 7月22日-7月26日   | 热带风暴   | 65(100)  | 997  | 巴巴多斯、聖文森特和格林納丁斯、向風群島 | 無         | 無   |                                                                                     |
| 漢娜         | 7月23日-7月28日   | 一级飓风   | 90(150)  | 973  | 德克薩斯州、墨西哥 | 11億       | 5    | [ 16 ] [ 17 ] [ 18 ] [ 19 ] [ 20 ]                                                  |
| 伊薩亞斯     | 7月28日-8月5日    | 一级飓风   | 85(140)  | 987  | 背風群島、英屬維爾京群島、波多黎各、小安地列斯群島、大安地列斯群島、多米尼加共和國、海地、巴哈馬、特克斯和凱科斯群島、佛羅里達州、南卡羅萊納州、北卡羅萊納州、維吉尼亞州、馬里蘭州、新澤西州、賓夕法尼亞州、紐約州、新英格蘭、加拿大 | $47.3億    | 18   | [ 21 ] [ 22 ] [ 23 ] [ 24 ] [ 25 ] [ 26 ] [ 27 ] [ 28 ] [ 29 ] [ 30 ]               |
| 10L          | 7月31日-8月2日    | 热带低气压 | 35(55)   | 1007 | 西非、佛得角 | 無         | 無   |                                                                                     |
| 約瑟芬       | 8月12日-8月17日   | 热带风暴   | 45(75)   | 1005 | 背風群島、維爾京群島、波多黎各、特克斯和凱科斯群島 | 無         | 無   |                                                                                     |
| 凱爾         | 8月14日-8月16日   | 热带风暴   | 50(85)   | 1000 | 美國東岸、新斯科舍 | 無         | 無   |                                                                                     |
| 勞拉         | 8月20日-8月29日   | 四级飓风   | 150(240) | 937  | 大安地列斯群島、背風群島、維爾京群島、波多黎各、巴哈馬、多米尼加共和國、特克斯和凱科斯群島、安德羅斯島、古巴、海地、牙買加、開曼群島、德克薩斯州、路易斯安那州、阿肯色州、俄亥俄州、密西西比州、田納西州                             | >$191億    | 77   | [ 31 ] [ 32 ] [ 33 ] [ 34 ] [ 35 ] [ 36 ] [ 37 ] [ 38 ] [ 39 ] [ 40 ] [ 41 ] [ 42 ] |
| 馬可         | 8月20日-8月25日   | 一级飓风   | 75(120)  | 991  | 向風群島、開曼群島、宏都拉斯、尤卡坦半島、尼加拉瓜、古巴、密西西比州、路易斯安那州 | $3500萬    | 1    |                                                                                     |
| 娜娜         | 9月1日-9月4日     | 一级飓风   | 75(120)  | 994  | 洪都拉斯、危地馬拉、伯利茲、尤卡坦半島 | $2000萬    | 無   |                                                                                     |
| 奧馬爾       | 9月1日-9月6日     | 热带风暴   | 40(65)   | 1003 | 佛羅里達州 | 無         | 無   |                                                                                     |
| 保萊特       | 9月7日-9月23日    | 二级飓风   | 105(165) | 965  | 百慕達、背風群島、大安的列斯群島、巴哈馬 | >5000萬    | 1    |                                                                                     |
| 雷內         | 9月7日-9月15日    | 热带风暴   | 50(85)   | 1000 | 維德角、塞內加爾、甘比亞 | 很少       | 無   |                                                                                     |
| 莎莉         | 9月11日-9月17日   | 二级飓风   | 105(165) | 965  | 巴哈馬、佛羅里達州、古巴、路易斯安那州、阿拉巴馬州、密西西比州、田納西州、密蘇里州、佐治亞州、南卡羅萊納州、北卡羅萊納州、維珍尼亞州                                                                                                 | >$73億     | 8    |                                                                                     |
| 泰迪         | 9月13日-9月23日   | 四级飓风   | 140(220) | 945  | 百慕達、大安的列斯群島、小安的列斯群島、向風群島、緬因州、新斯科舍省、紐芬蘭與拉布拉多省、愛德華王子島、馬格達倫群島 | >3500萬    | 3    |                                                                                     |
| 維琪         | 9月14日-9月18日   | 热带风暴   | 50(85)   | 1000 | 維德角 | 很少       | 1    |                                                                                     |
| 威爾弗雷德   | 9月18日-9月21日   | 热带风暴   | 40(65)   | 1007 | 無 | 無         | 1    |                                                                                     |
| 阿爾法       | 9月19日-9月19日   | 亚热带风暴 | 50(85)   | 999  | 伊比利亞半島、葡萄牙 | >100萬     | 1    |                                                                                     |
| 貝塔         | 9月18日-9月23日   | 热带风暴   | 60(95)   | 994  | 墨西哥、德克薩斯州、路易斯安那州、密西西比州、阿拉巴馬州 | >4億       | 6    |                                                                                     |
| 伽瑪         | 10月2日-10月6日   | 热带风暴   | 70(110)  | 980  | 尤卡坦半島、古巴、坎佩切州、塔巴斯科州、恰帕斯州 | 1億        | 7    |                                                                                     |
| 德爾塔       | 10月2日-10月11日  | 四级飓风   | 145(230) | 954  | 開曼群島、古巴、牙買加、尤卡坦半島、路易斯安那州、德克薩斯州、密西西比州、阿肯色州、田納西州 | $30.9億    | 6    |                                                                                     |
| 艾普塞朗     | 10月19日-10月26日 | 三级飓风   | 115(185) | 953  | 百慕達 | 無         | 無   |                                                                                     |
| 澤塔         | 10月24日-10月30日 | 三级飓风   | 115(185) | 970  | 開曼群島、牙買加、尤卡坦半島、古巴、路易斯安那州、密西西比州阿拉巴馬州、佛羅里達州、喬治亞州、弗吉尼亞州、俄亥俄州、北卡羅來納州、德瑪瓦半島                                                                                         | ≥$36億     | 8    |                                                                                     |
| 伊塔         | 11月1日-11月13日  | 四级飓风   | 150(240) | 923  | 古巴、巴哈馬群島、宏都拉斯、尼加拉瓜、牙買加、薩爾瓦多、海地、開曼群島、貝里斯、哥斯大黎加、瓜地馬拉、墨西哥、巴拿馬、佛羅里達州、南卡羅來納州、北卡羅來納州、喬治亞州                                                               | ≥$79億     | ≥211 |                                                                                     |
| 塞塔         | 11月10日-11月15日 | 热带风暴   | 70(110)  | 989  | 馬德拉、加那利亞群島 | 未知       | 無   |                                                                                     |
| 艾奧塔       | 11月13日-11月18日 | 四级飓风   | 155(250) | 917  | 尼加拉瓜、宏都拉斯、哥斯大黎加、巴拿馬、薩爾瓦多、哥倫比亞、瓜地馬拉 | ≥14億      | 61   |                                                                                     |
| 季节总结     |                   |            |          |      | |            |      |                                                                                     |
| 31个气旋     | 5月17日－11月18日 |            | 155(250) | 917  | | >$511.46億 | 431  |                                                                                     |

## 外部連結
- 美國國家颶風中心（页面存档备份，存于）
- 美國海軍實驗室（页面存档备份，存于）
- ACE（页面存档备份，存于）